# Moncada (Tarlac)
Moncada (Bayan ng Moncada - Municipality of Moncada), antaño conocido como San Ramón de Magaspac,  es un municipio filipino de primera categoría, situado en la parte central de la isla de Luzón. Forma parte del Primer Distrito Electoral de la provincia de Tarlac situada en la Región Administrativa de Luzón Central, también denominada Región III.

## Geografía
Municipio situado al nordeste de la provincia limítrofe con Pangasinán.
Su término linda al norte con el del municipio de San Manuel de Tarlac y también con la provincia de Pangasinán, municipios de Alcalá, Bautista  y Bayambang; al sur con Paniqui; al este con Anao; y al oeste con San Miguel de Camiling.

### Barangays
El municipio  de Moncada  se divide, a los efectos administrativos, en 37 barangayes o barrios, conforme a la siguiente relación:
| - Ablang-Sapang - Aringin - Atencio - Este de Banaoang - Oeste de Banaoang - Norte de Baquero - Sur de Baquero - Burgos - Calamay | - Calapan - Este de Camangaán - Oeste de Camangaán - Norte de Camposanto 1 - Sur de Camposanto 1 - Camposanto 2 - Capaoayán - Lapsing - Mabini | - Maluac - Población 1 - Población 2 - Población 3 - Población 4 - Rizal - San Juan - San Julián - San León | - San Pedro - San Roque - Este de Santa Lucía - Oeste de Santa Lucía - Santa Maria - Santa Mónica - Norte de Tolega - Sur de Tolega - Tubectubang - Villa |  |

## Historia

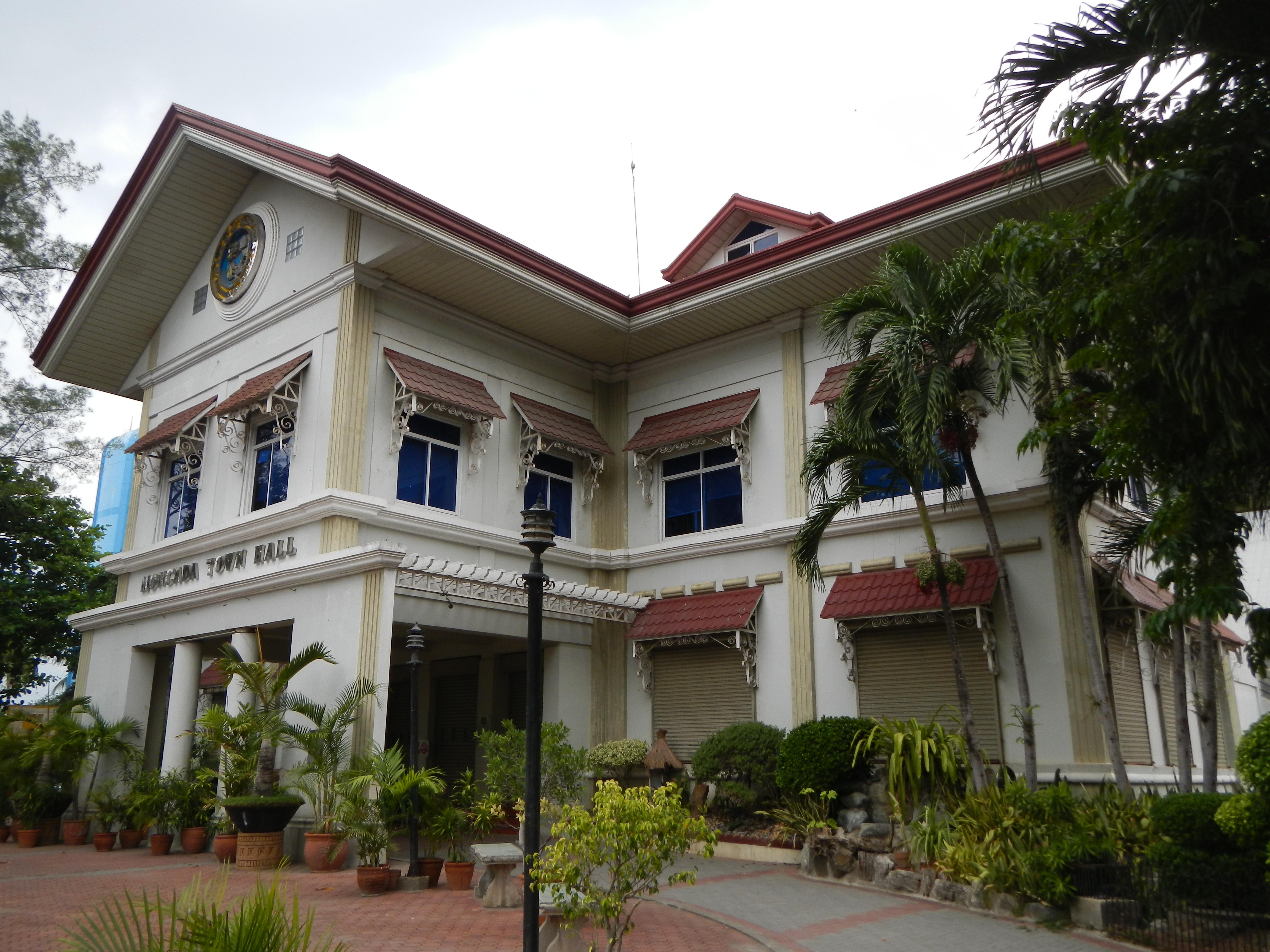
Casas Consistoriales.

A principios de la década de 1860, cuatro familias del barrio de Magaspac, perteneciente al municipio de Gerona,  abandonaron sus hogares por temor al padre Modesto Pérez.
Se establecieron en el Sitio de Caarosipán, situado en la parte norte del municipio de  Paniqui.
No acertaron con la elección del lugar, ya que  se inundó de modo que  sus cultivos fueron destruidos, por lo que buscaban tierras más altas reasentándose en el Sitio de Payakán.
Las bondades del lugar atrajo a gentes tanto de la provincia de  de Pangasinán como de la de  Ilocos.
Estas personas se unieron a los que eran de Magaspac.
Gracias al trabajo de su gente el Sitio,  nombrado San Ramón en honor a su santo patrón, San Ramón Nonato,  se convirtió en municipio el día 1 de mayo de 1845, mediante un  real decreto del Ministerio de Ultramar que segregó su término del de Paniqui.
El 1 de julio de 1875, siendo Gobernador de Filipinas el conde de Joló, José Malcampo y Monge, la localidad de San Ramón cambió su nombre por el de Moncada, en honor a la Casa de Moncada, nobleza española que había sido dueño de la isla en un período anterior.

## Patrimonio

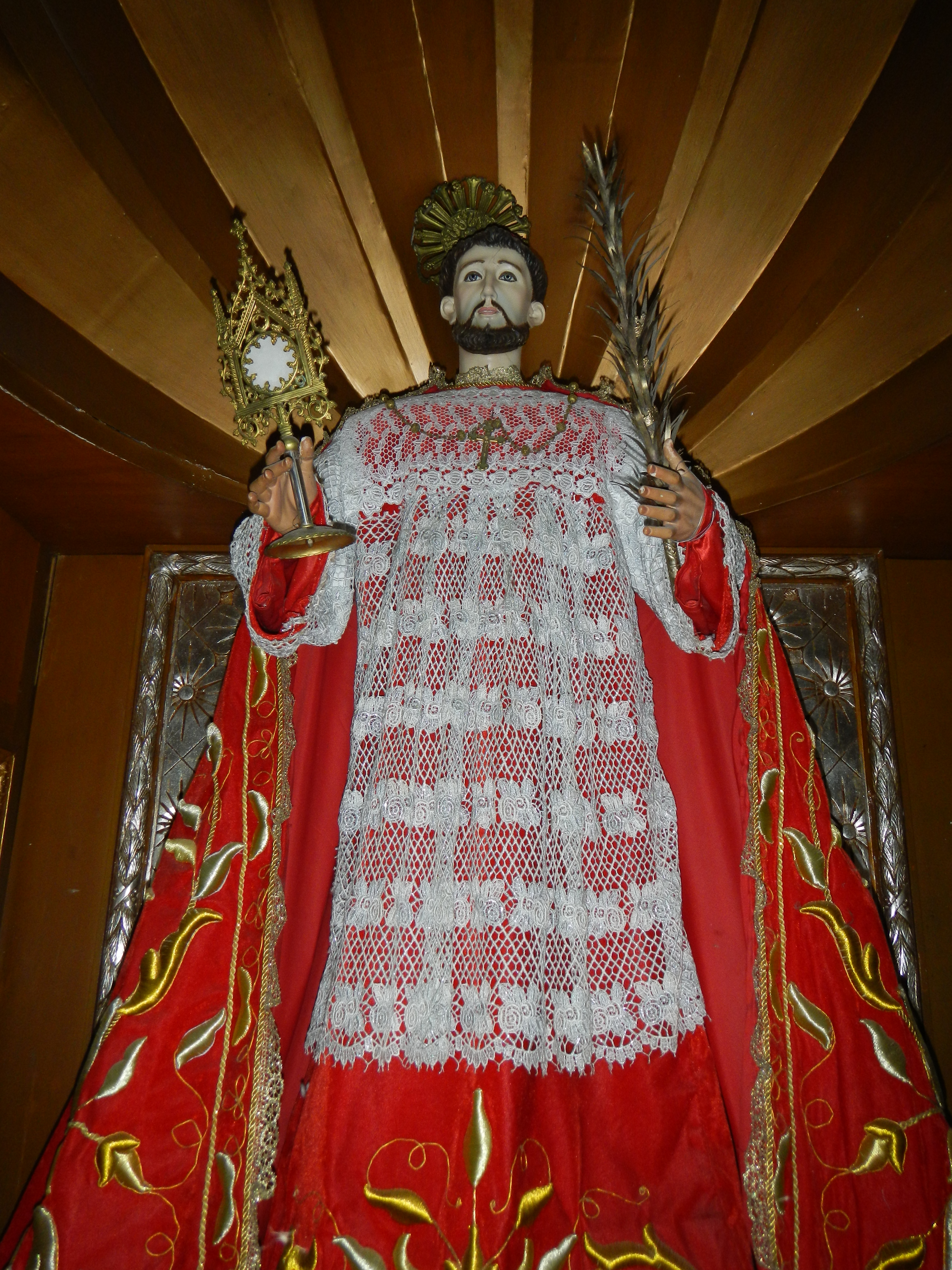
San Ramón Nonato.

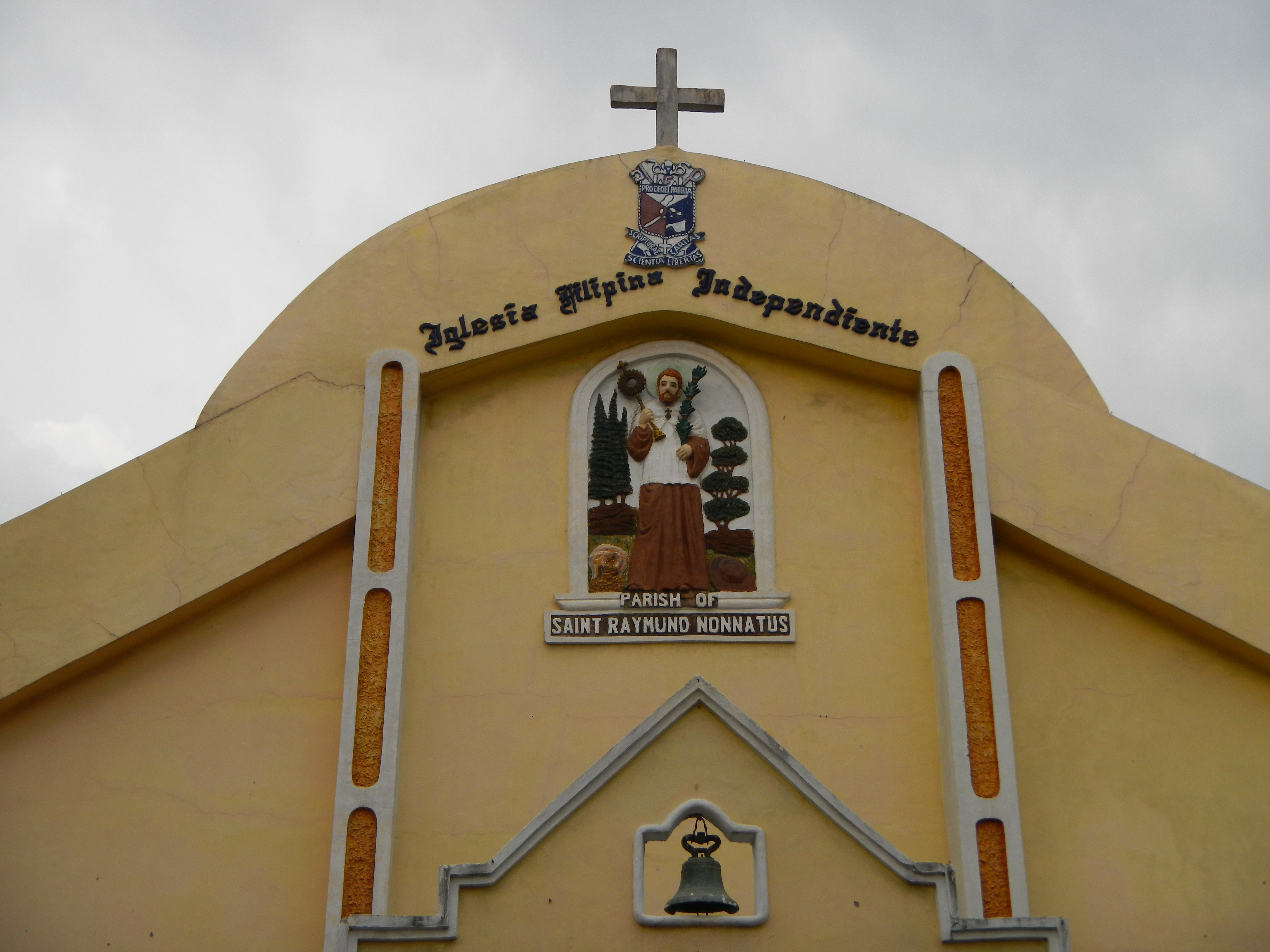
Iglesia Filipina Independiente.

- Iglesia parroquial católica bajo la advocación de San Ramón Nonato,  data del año 1804. (Saint Raymond Nonnatus Parish Church of Moncada )

Forma parte de la Vicaría de Santa Rosa de Lima, perteneciente a la Diócesis de Tarlac en la provincia Eclesiástica de San Fernando.
Su epíteto nonnatus (en latín: no nacido) se deriva de haber sido extraído del útero de su madre por cesárea después de que ella hubiera fallecido.